# José Vicente Barbosa du Bocage
Pour les articles homonymes, voir Barbosa et Bocage (homonymie).
José Vicente Barbosa du Bocage est un homme politique et un  zoologiste portugais, né le 2 mai 1823 à Funchal et mort le 3 novembre 1907 à Lisbonne. Il est le cousin au second degré du poète Manuel Maria Barbosa du Bocage.

## Biographie
Il fait des études de mathématiques et de médecine à l’université de Coimbra de 1839 à 1846. Après quelques problèmes d’ordre politique, il obtient en 1849 un poste de professeur de zoologie à l’école polytechnique (aujourd’hui université) de Lisbonne.
Plus tard, il dirige le département de zoologie du muséum national d'histoire naturelle de Lisbonne, qui sera d’ailleurs rebaptisé Museu Bocage en son honneur en 1905.
Bien que fondé en 1772 par Domenico Vandelli (1730-1816), c’est Bocage qui lui donne le véritable essor à ce muséum. Grâce aux colonies portugaises d’Afrique, d’Asie et d’Amérique, les collections s’enrichissent rapidement. Bocage en obtient certaines auprès de la France, en réparation du vol des précédentes collections que les armées napoléoniennes avaient commis en 1807, d'ailleurs à l’instigation d'Étienne Geoffroy Saint-Hilaire (1772-1844).
Il est le premier vice-president de la Société de Géographie de Lisbonne - Sociedade de Geografia de Lisboa - et devient son président entre 1877 et 1883. En 1883 devient aussi ministre de la Marine et Colonies et en suite ministre d'Affaires Étrangers jusqu’à 1886, et il est le responsable politique pour la délégation portugaise à la conférence de Berlin.
Il travaille principalement sur les oiseaux et les reptiles et publie près de 200 articles scientifiques. Parmi celles-ci citons son travail sur les oiseaux d'Angola. Il fait aussi paraître en 1862 un manuel destiné aux voyageurs pour la récolte et la conservation des spécimens d'histoire naturelle, Instrucções praticas sobre o modo de colligir, preparar e remetter productos zoologicos para o Museu de Lisboa.
Il est membre étranger de la Zoological Society of London à partir de 1863.

## Liste partielle des publications
- A ornitologia dos Açores, 1866
- Aves das possessões portuguesas d’Africa occidental que existem no Museu de Lisboa, 24 numéros de 1868 à 1882
- Lista dos répteis das possessões portuguesas d’Africa occidental que existem no Museu de Lisboa, 1866
- Notice sur un batracien nouveau du Portugal, 1864
- Diagnose de algumas espécies inéditas da família Squalidae que frequentam os nossos mares, 1864
- Peixes plagiostomos, 1866
- Ornithologie d’Angola, 1881 et 1877
- Herpetologie d’Angola et du Congo, 1895.
- liste complète

## Note
1. ↑  Barboza est parfois graphié avec un z.